# William Clarke
William Clarke (Campbell Town, Tasmania, 11 de abril de 1985) es un ciclista profesional australiano.
Debutó como profesional de primer nivel con el equipo Ag2r-La Mondiale a finales de 2010 fichando al año siguiente por el Leopard Trek y pasando al equipo Champion System Pro Cycling Team en 2012. Si bien ya había corrido anteriormente con algunos humildes equipos profesionales de su país.

## Palmarés
2012
- 1 etapa del Tour Down Under
- 1 etapa del Tour de Japón

2014
- 2.º en el Campeonato Oceánico Contrarreloj
- 1 etapa del Tour de Japón
- 1 etapa del Tour de Kumano
- 1 etapa del Tour de Irán

2015
- 1 etapa del Herald Sun Tour

2016
- 1 etapa del Herald Sun Tour
- 2 etapas del Tour de Taiwán
- 1 etapa de la Vuelta a Austria
- 1 etapa de la Vuelta a Portugal

## Resultados en Grandes Vueltas
Durante su carrera deportiva ha conseguido los siguientes puestos en las Grandes Vueltas:
| Carrera | Carrera         | 2008 | 2009 | 2010 | 2011 | 2012 | 2013 | 2014 | 2015 | 2016 | 2017  | 2018 | 2019  | 2020 |
| ------- | --------------- | ---- | ---- | ---- | ---- | ---- | ---- | ---- | ---- | ---- | ----- | ---- | ----- | ---- |
|         | Giro de Italia  | —    | —    | —    | —    | —    | —    | —    | —    | —    | —     | —    | 141.º | —    |
|         | Tour de Francia | —    | —    | —    | —    | —    | —    | —    | —    | —    | —     | —    | —     | —    |
|         | Vuelta a España | —    | —    | —    | —    | —    | —    | —    | —    | —    | 157.º | —    | —     | —    |

—: no participa 

Ab.: abandono

## Equipos
- Praties (2008[2] -2009)
- Genesys Wealth Advisers (2010)[3]
- Ag2r-La Mondiale (2010)[4]
- Leopard Trek (2011)
- Champion System Pro Cycling Team (2012)
- Argos-Shimano (2013)
- Drapac Cycling (2014-2016)
- Cannondale/EF (2017-2018)
  - Cannondale-Drapac Pro Cycling Team (2017)
  - EF Education First-Drapac (2018)
- Trek-Segafredo (2019-2020)